# Ever Dream
"Ever Dream" je singl finskog simfonijskog metal sastava Nightwish koji promovira njihov album Century Child. Nalazi se i na albumu iz 2005. Highest Hopes kojim se Nightwish oprostio od Tarje Turunen.  